# The Barbados Advocate

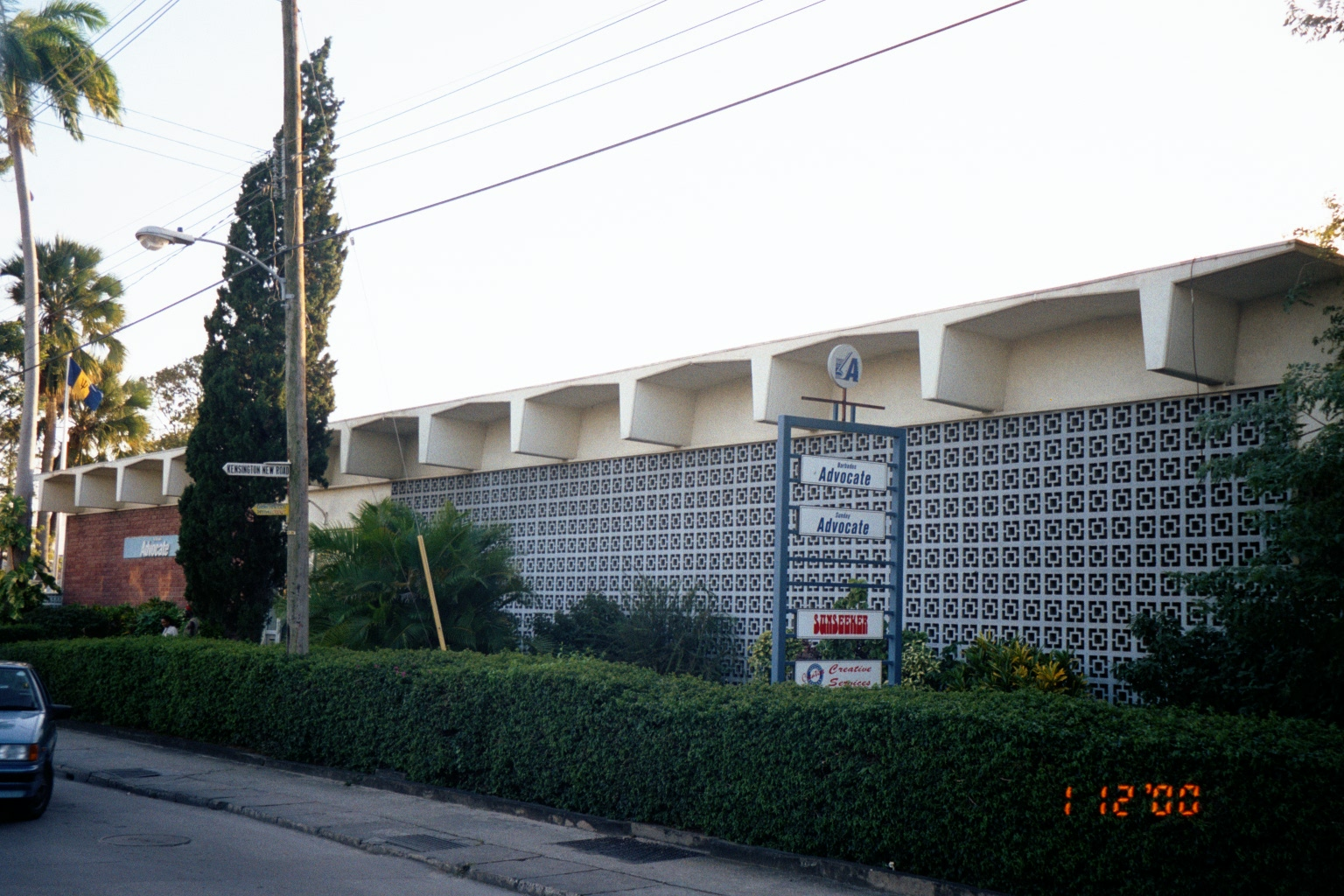
Edificio del diario The Barbados Advocate en Fontabelle, Saint Michael, Barbados (2000).

The Barbados Advocate es el segundo diario más importante de Barbados. Fue fundado en 1895, y actualmente es el periódico más antiguo que aún continúa sus publicaciones en el país. Está impreso en color, y cubre una variedad de temas que incluyen: negocios, deportes, noticias del espectáculo, política, editoriales, y asuntos especiales. Además, The Barbados Advocate también realiza periodismo investigativo, además de presentar noticias locales, regionales e internacionales todos los días.
Las oficinas centrales del Barbados Advocate están ubicadas al oeste de la capital, Bridgetown, en el área de Fontabelle, Saint Michael.